# Prospero Gonzaga
Prospero Gonzaga (1543 – Mantova, 25 settembre 1614) è stato un nobile italiano.

## Biografia
Prospero era figlio terzogenito di Massimiliano Gonzaga, primo marchese di Luzzara e di Caterina Colonna.
Gran maggiordomo dei duchi di Mantova Guglielmo e Vincenzo I Gonzaga, fu signore di Borgo San Martino, ora in provincia di Alessandria, appartenuto al condottiero Facino Cane ed ottenne il titolo di marchese il 7 luglio 1590 dal duca Vincenzo. Il feudo passò alla sua morte alla figlia Giulia, che andò in sposa a Roberto Avogadro, nobile di Brescia.
Il 20 aprile 1568 partecipò come padrino (nominato dal duca Guglielmo) al battesimo del futuro santo Luigi Gonzaga nella chiesa dei Santi Nazario e Celso (ora Duomo di Castiglione delle Stiviere).
Nel 1593, dopo l'assassinio di Rodolfo Gonzaga, marchese di Castiglione, fu incaricato dal duca Vincenzo di trattare con il fratello di lui Francesco, erede del feudo di Castel Goffredo strategico per i confini del ducato, la permuta di questo in cambio di altri suoi possedimenti nel Monferrato. Francesco non volle rinunciare e la disputa si trascinò sino alla corte imperiale che riconobbe le ragioni del marchese di Castiglione. Prospero fu in quell'anno a capo di una congiura, ordita dal duca di Mantova Vincenzo I, atta a sopprimere lo scomodo consigliere dei marchesi di Castiglione Sallustio Petrocini.
Morì nel 1614.

## Discendenza

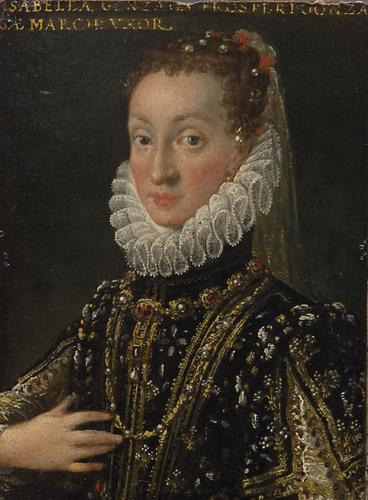
Ritratto di Isabella Gonzaga, moglie di Prospero Gonzaga

Prospero Gonzaga sposò nel 1576 Isabella Gonzaga, figlia di Pirro, signore di Bozzolo, parenti della linea cadetta dei Gonzaga di Sabbioneta e Bozzolo ed ebbero tredici figli:
- Federico I (1581-1630), suo successore come marchese di Luzzara dal 1614 al 1630,
- Francesco, morto giovane
- Giambattista, morto giovane
- Alberto, morto giovane
- Caterina (1583-?), monaca a Mantova
- Gianfrancesco (?-22 novembre 1650), cavaliere di Santo Stefano dal 1604.
- Luigi (Ludovico) (1589-1630), gran cancelliere dell'Ordine del Redentore e vescovo di Alba[7]
- Massimiliano (1579-22 luglio 1613), cavaliere di Santo Stefano dal 1610
- Galeazzo, Coppiere dell'imperatore Rodolfo II
- Barbara (1591-?), monaca a Mantova
- Vincenzo, religioso e paggio imperiale
- Giulia (?-1623), sposò nel 1602 Roberto Avogadro (1571-1609), nobile di Brescia
- Maria

Sposò in seconde nozze Diana Pecoroni, vedova del cugino Luigi Gonzaga di Poviglio, della linea cadetta dei Gonzaga di Luzzara dalla quale non ebbe figli.

## Ascendenza
|                                           |                                  |                                             | Genitori                                                        |  |  | Nonni |  |  | Bisnonni                            |  |  | Trisnonni                                 |  |
|                                           |                                  |                                             |                                                                 |  |  |       |  |  | Rodolfo Gonzaga, signore di Luzzara |  |  | Ludovico III Gonzaga, marchese di Mantova |  |
|                                           |                                  |                                             |                                                                 |  |  |       |  |  | Rodolfo Gonzaga, signore di Luzzara |  |  | Ludovico III Gonzaga, marchese di Mantova |  |
|                                           |                                  | Barbara di Brandeburgo-Kulmbach             |                                                                 |  |  |       |  |  | Rodolfo Gonzaga, signore di Luzzara |  |  |                                           |  |
| Gianfrancesco Gonzaga, signore di Luzzara |                                  |                                             |                                                                 |  |  |       |  |  | Rodolfo Gonzaga, signore di Luzzara |  |  |                                           |  |
|                                           |                                  | Caterina Pico della Mirandola               | Gianfrancesco I Pico, signore di Mirandola e conte di Concordia |  |  |       |  |  |                                     |  |  |                                           |  |
|                                           |                                  | Caterina Pico della Mirandola               | Gianfrancesco I Pico, signore di Mirandola e conte di Concordia |  |  |       |  |  |                                     |  |  |                                           |  |
|                                           |                                  | Caterina Pico della Mirandola               | Giulia Boiardo                                                  |  |  |       |  |  |                                     |  |  |                                           |  |
| Massimiliano Gonzaga, marchese di Luzzara |                                  | Caterina Pico della Mirandola               |                                                                 |  |  |       |  |  |                                     |  |  |                                           |  |
|                                           |                                  | Galeazzo I Pallavicino, marchese di Busseto | Pallavicino Pallavicini, marchese di Busseto                    |  |  |       |  |  |                                     |  |  |                                           |  |
|                                           |                                  | Galeazzo I Pallavicino, marchese di Busseto | Pallavicino Pallavicini, marchese di Busseto                    |  |  |       |  |  |                                     |  |  |                                           |  |
|                                           |                                  | Galeazzo I Pallavicino, marchese di Busseto | Caterina Fieschi                                                |  |  |       |  |  |                                     |  |  |                                           |  |
| Laura Pallavicino di Busseto              |                                  | Galeazzo I Pallavicino, marchese di Busseto |                                                                 |  |  |       |  |  |                                     |  |  |                                           |  |
|                                           |                                  | Elisabetta Sforza di Saliceto               | Tristano Sforza, signore di Saliceto, Noceto e Lusurasco        |  |  |       |  |  |                                     |  |  |                                           |  |
|                                           |                                  | Elisabetta Sforza di Saliceto               | Tristano Sforza, signore di Saliceto, Noceto e Lusurasco        |  |  |       |  |  |                                     |  |  |                                           |  |
|                                           |                                  | Elisabetta Sforza di Saliceto               | …                                                               |  |  |       |  |  |                                     |  |  |                                           |  |
| Prospero Gonzaga, marchese di Luzzara     |                                  | Elisabetta Sforza di Saliceto               |                                                                 |  |  |       |  |  |                                     |  |  |                                           |  |
|                                           | Giordano Colonna, duca dei Marsi | Odoardo Colonna, duca dei Marsi             |                                                                 |  |  |       |  |  |                                     |  |  |                                           |  |
|                                           | Giordano Colonna, duca dei Marsi | Odoardo Colonna, duca dei Marsi             |                                                                 |  |  |       |  |  |                                     |  |  |                                           |  |
|                                           | Giordano Colonna, duca dei Marsi | Filippa Conti                               |                                                                 |  |  |       |  |  |                                     |  |  |                                           |  |
| Prosperetto Colonna, duca dei Marsi       | Giordano Colonna, duca dei Marsi |                                             |                                                                 |  |  |       |  |  |                                     |  |  |                                           |  |
|                                           |                                  | Caterina del Balzo                          | Anghilberto del Balzo, duca di Nardò                            |  |  |       |  |  |                                     |  |  |                                           |  |
|                                           |                                  | Caterina del Balzo                          | Anghilberto del Balzo, duca di Nardò                            |  |  |       |  |  |                                     |  |  |                                           |  |
|                                           |                                  | Caterina del Balzo                          | Maria Conquesta Orsini del Balzo, contessa di Castro e d'Ugento |  |  |       |  |  |                                     |  |  |                                           |  |
| Caterina Colonna dei Marsi                |                                  | Caterina del Balzo                          |                                                                 |  |  |       |  |  |                                     |  |  |                                           |  |
|                                           |                                  | Pietro Colonna di Palestrina                | Stefanello Colonna, signore di Palestrina                       |  |  |       |  |  |                                     |  |  |                                           |  |
|                                           |                                  | Pietro Colonna di Palestrina                | Stefanello Colonna, signore di Palestrina                       |  |  |       |  |  |                                     |  |  |                                           |  |
|                                           |                                  | Pietro Colonna di Palestrina                | Eugenia Farnese                                                 |  |  |       |  |  |                                     |  |  |                                           |  |
| Giulia Colonna di Palestrina              |                                  | Pietro Colonna di Palestrina                |                                                                 |  |  |       |  |  |                                     |  |  |                                           |  |
|                                           |                                  | Caterina Savelli di Palombara               | Nicola Savelli, signore di Palombara e Castel Gandolfo          |  |  |       |  |  |                                     |  |  |                                           |  |
|                                           |                                  | Caterina Savelli di Palombara               | Nicola Savelli, signore di Palombara e Castel Gandolfo          |  |  |       |  |  |                                     |  |  |                                           |  |
|                                           |                                  | Caterina Savelli di Palombara               | …                                                               |  |  |       |  |  |                                     |  |  |                                           |  |
|                                           |                                  | Caterina Savelli di Palombara               |                                                                 |  |  |       |  |  |                                     |  |  |                                           |  |